# Banatski Despotovac
Banatski Despotovac (srp.: Банатски Деспотовац, njem. Ernsthausen, mađ, Ernőháza) je naselje u Banatu u Vojvodini u sastavu općine Zrenjanin. Do Drugoga svjetskoga rata Banatski Despotovac je bilo njemačko naselje, Nijemci su deportirani, a u njihove kuće kolonizirani su Srbi.

## Stanovništvo
U naselju Banatski Despotovac živi 1.620 stanovnika, od toga 1.379 punoljetna stanovnika, a prosječna starost stanovništva iznosi 45,2 godina (43,7 kod muškaraca i 46,7 kod žena). U naselju ima 604 domaćinstava, a prosječan broj članova po domaćinstvu je 2,68.
| Etnički sastav 2002. |            |        |
| Narod                | Stanovnika | %      |
| Srbi                 | 1.591      | 98,20% |
| Rumunji              | 7          | 0,43%  |
| Hrvati               | 3          | 0,18%  |
| Jugoslaveni          | 3          | 0,18%  |
| Makedonci            | 2          | 0,12%  |
| Mađari               | 2          | 0,12%  |
| nepoznato            | 3          | 0,18%  |

| broj stanovnika | 3098  | 2955  | 2864  | 2289  | 1993  | 1823  | 1620  |
|                 | 1948. | 1953. | 1961. | 1971. | 1981. | 1991. | 2001. |

## Poznate osobe
- Vilim Keilbach, hrvatski teolog i filozof.

## Vanjske poveznice
- Karte, položaj i vremenska prognoza